# صالح الشرباتی
صالِح صَلاح الشرباتی (زاده ۱۲ سپتامبر ۱۹۹۸) تکواندوکار اهل کشور اردن است که در وزن ۸۰- کیلوگرم به رقابت می پردازد.  وی موفق به کسب مدال برنز نیمه سنگین وزن در بازی های آسیایی ۲۰۱۸ در جاکارتا شده است. 
او ورزش تکواندو را از سن هفت سالگی در جبل امان آغاز کرد. وی دارای مدرک بازاریابی از دانشگاه علوم کاربردی است. 

## دستاوردها
مدال نقره جایزه بزرگ تکواندو ۲۰۱۸ در مسکو 
مدال طلا جایزه بزرگ تکواندو ۲۰۱۹ در صوفیه
مدال برنز قهرمانی آسیا ۲۰۱۶ در مانیل 
مدال طلا قهرمانی آسیا ۲۰۱۸ در هوشی مین 
مدال برنز بازی‌های آسیایی ۲۰۱۸ در جاکارتا 
مدال برنز بازی‌های آسیایی داخل سالن و هنرهای رزمی ۲۰۱۷ در عشق آباد. 